# Mixtape (Stray Kids)
Mixtape è un EP del gruppo sudcoreano Stray Kids, pubblicato prima del loro debutto l'8 gennaio 2018 dalla JYP Entertainment e distribuito tramite Genie Music. Consiste in sette canzoni, tutte eseguite durante il loro reality show Stray Kids. L'album ha venduto 45 249 copie fisiche a gennaio 2018.

## Tracce
Crediti adattati da Melon.
1. Hellevator – 4:01 (testo: Armadillo, 3Racha – musica: Armadillo, 3Racha, Rangga)
2. Beware (Grrr 총량의 법칙?, Grrr chongnyang-ui beopchikLR; "Grrr Legge della pazzia totale") – 3:09 (testo: 3Racha – musica: 3Racha, Armadillo, Trippy, 1take)
3. Spread My Wings (어린 날개?, Eorin nalgaeLR; "Ali giovani") – 3:18 (testo: 3Racha – musica: 3Racha, Trippy)
4. Yayaya – 3:21 (3Racha, earattack)
5. Glow – 3:24 (testo: Seo Chang-bin, Felix, Lee Min-ho – musica: Bang Chan, This N That)
6. School Life – 3:36 (testo: 3Racha, Kim Woo-jin, Yang Jeong-in, This N That – musica: Brandon P. Lowry, Tobias Karlsson, Matthew Engst, Han Ji-sung, Kim Woo-jin, Sangmi Kim)
7. 4419 – 3:13 (testo: 3Racha, Kim Seung-min, Hwang Hyun-jin – musica: 3Racha, Jinjjasanai)

## Classifiche

### Classifiche settimanali
| Classifica (2018) | Posizione massima |
| ----------------- | ----------------- |
| Corea del Sud     | 2                 |

### Classifiche di fine anno
| Classifica (2018) | Posizione |
| ----------------- | --------- |
| Corea del Sud     | 71        |

## Date di pubblicazione
| Regione       | Data           | Formato           | Distributore                  | Note   |
| ------------- | -------------- | ----------------- | ----------------------------- | ------ |
| Varie         | 8 gennaio 2018 | Download digitale | JYP Entertainment Genie Music | [ 8 ]  |
| Corea del Sud | 8 gennaio 2018 | Download digitale | JYP Entertainment Genie Music | [ 9 ]  |
| Corea del Sud | 8 gennaio 2018 | CD                | JYP Entertainment Genie Music | [ 10 ] |